# Предки (мифология)

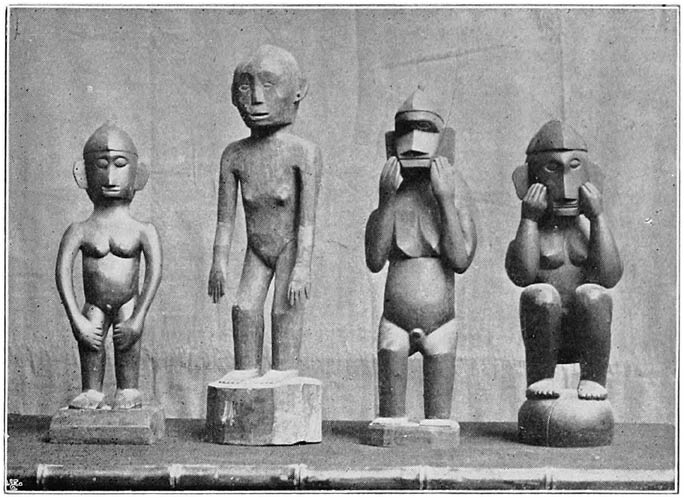
Фигурки булул народа игорот (Филиппины), изображающие анито — духов предков (около 1900)

Предки — в мифологии персонажи эпохи первотворения, связываемые с происхождением людей; в эмпирическое (профанное) время — старшие родственники, живые и умершие, воспринимаемые в качестве объекта почитания, предмета специального культа.

## Мифическое время
Возникновение (сотворение) человека происходит в мифическое время, особый начальный сакральный период, предшествующий эмпирическому (историческому) «профанному» времени. Не всегда ясно различается происхождение всего человеческого рода и отдельного народа, первого человека или первой пары людей и каждого отдельного человека, с чем во многих традициях связано тождество наименования племени и слова «человек» (айны, кеты и др.). Некоторые мифы отождествляют появление человека в прошлом, в мифическое время и рождение каждого конкретного человека, которое объясняется из его мифологического прообраза. В других случаях миф различает создание (сотворение) человека и его души (душ), которая считается отдельной его частью или множеством частей), обладающей собственной судьбой. В некоторых мифах повествуется о происхождении отдельных человеческих органов, сердца, глаз и др. Согласно многим мифам, изначально все предметы во вселенной обладали антропоморфным обликом — все существа, животные, явления (солнце, луна, звёзды), место обитания племени и вселенная в целом, которая нередко может описываться как произошедшая из частей тела «первочеловека». В связи с этим возникновение человека подаётся не столько как создание, сколько как выделение из числа других человекоподобных существ, которые, напротив, с течением времени теряют человеческий облик.
В традиционных представлениях имеется категория тотемных первопредков, прародителей человеческой родовой группы, такой как род, фратрия, племя, которое преимущественно отождествляется с человечеством. Они же нередко могут считаться прародителями связываемого с этой группой определённого вида животных, растений или других объектов природы. Тотемные предки представляются зооморфными или зооантропоморфными, но чаще в качестве антропоморфных существ. Они порождают людей или создают, доделывают их, в чём сближаются с демиургами, сами становятся животными, что часто понимается в качестве первой смерти, ухода в иной мир. В роли культурных героев предки, кроме порождения или создания «настоящих людей», совершают различные культурные и творческие деяния, что обычно совпадает с рубежом мифологического времени. Предки могут пониматься в роли людей других миров, в некоторых случаях они обращаются в духов (дема, ориша), однако это уже персонажи эмпирического времени. Обожествление дало такую фигуру как всеобщий отец, надтотемный предок. Предки из времён первотворения действуют и в настоящее время, но обитают они в ином мире. В ходе развития мифологии их образы объединяются с космическим образом бога-творца. Первопредки, включая тотемных, обладающие женским обликом, прародительницы, соотносятся с образом богини-матери. Первопредок людей иногда может пониматься как созданный богом или имеющий с ним родство, может быть его помощником, выступать как посланец. Первопредок или его сын может считаться первочеловеком.
В различных мифологиях первая пара людей часто считается родоначальниками ряда семей, кланов предков, которые обычно становятся предками-эпонимами племён и групп внутри племени. Нередко они рассматриваются как прародители ряда поколений предков, которые связаны с конкретной эпохой возникновения человечества. Первопредком-культурным героем, первым человеком в некоторых традициях считается первый царь или вождь, родоначальник всего народа, например, Кинту в традиции ганда, первые цари иранской традиции Йима, Траэтаона и др. В роли предков нередко фигурируют племена антропоморфных существ, живших в мифическое время, таких как нарты. Часто они понимаются в качестве предшествующего поколения богов или людей, первого народа. Они характеризуются долголетием, воинственностью и другими особенностями, обладают тератологическими чертами, двуполостью, едят табуированную пищу и др. Они связаны с хаосом; обычно считается, что они погибли или заняли маргинальное положение. Этот первый народ часто имеет роль культурного героя, например, андумбулу в мифологии догонов.

## Профанное время
Умершие предки составляли отдельную категорию духов. Большая их часть была связана как с «чужим», отдалённым загробным миром, так и со «своим», близким пространством. Захоронение понимается в качестве границы «своего» и «чужого» мира, локация, в которой, помимо загробного мира, предки обитают или проводят «сборы». Умершие предки покидают этот мир, уходя в загробный, но в то же время либо спустя определённый период, иногда вначале побывав в загробном мире, обретают воплощения в животных, растениях, природных объектах. Они часто возвращаются мир живых. Так, в мифологии зулу дух предка приходит обратно к селению и поселяется рядом. Целью погребальных обрядов ньякьюса является удаление предка в загробный мир и в то же время возврат его в свой мир как доброго духа. Согласно ряду представлений, общаться с умершими предками возможно в сновидениях. Они имеют тесную связь с амбивалентной стихией огня, который ассоциируется и со смертью, и с жизнью и помещается на границе между природой и культурой. Предки ассоциированы как с природным, подземным, так и с домашним пламенем. Это представление отражено в табуациях, связанных с очагом и имеющих целлью не отпугнуть предков; взаимодействия с предками посредством огня в марийской, мордовской, удмуртской традиции, у африканских народов и др.; жертвенном костре в рамках ритуала и похоронном трупосожжения.
Нередко умершие предки продолжали признаваться членами рода, что отражено, например, в идее их реинкарнации в тотемных животных и детей этого же рода. Вместе с живущими умершие предки входили в общую сакральную общину. Если культ предков прекращался или нарушался, считалось, что предки исключаются из общины. За это предки могли покарать или сами окончательно погибнуть. Функция предков заключалась в поддержании связи общины с иным миром, к которому принадлежали природные стихии, не освоенные живущими. Предки подчиняли эти стихии потомкам, а также способствовали плодородию. Регулярными ритуалами-вызываниями предков обеспечивалась их санкция и помощь в течение определённых периодов времени.
Предки обычно не считались властными над представителями другой родственной группы, и находятся в зависимости только от своих потомков. Предки рассматривались как «свои» как по отцовской линии, так и, реже, по материнской или по обеим линиям. Дихотомию «старшего и младшего» дополняло различие «первых — последних» в цепи поколений между давно и недавно умершими: первопредки, первые умершие, основатели, старейшины родов и семей и ближайшие поколения предков, часто — три последних. Жившие хронологически между ними в традиции часто были безликими, только связывая полюса, а иногда считались злыми; такое представление содержит, например, цейлонская ведийская религия. В китайской традиции у домашнего алтаря помещаются таблички, в которых воплощаются шэнь, принадлежащее основателю рода и шести ближайшим предкам. Многие африканские народы, например, луба во время изготовления амулетов, лечения, начала работ призывали основателя рода и три ближайших поколения «своих» предков. Старшим, то есть давно умершим и умершим в старшей возрастной категории (при верховенстве первых) традиция приписывала главенствующую роль в загробном существовании. Однако в рамках культа характерно непосредственное обращение в адрес последних по времени «своих» умерших (взрослых) как ближайших к живущим. В целом умершие предки находятся во власти первопредка и богов, но способны и влиять на них, становясь посредниками между первопредками и людьми, между богами и людьми.
Уход предков в мир первопредка понималось в качестве возвращения к истоку, нередко как его воссоединение с первопредком. Это давало предку магическую эманацию, которую он при реинкарнации в потомках передавал им. Иногда он мог приравниваться к воплощению первопредка в потомках. Предки понимались как медиаторы эпохи первотворения и профанного времени. Важную роль играло представление о воплощении первопредка и всех последующих умерших предков в правителях и вождях, с которыми связывалось благополучие всего племени. Идея посмертного существования раскрывается как представление о том, что в космосе сохраняется сила в лице умерших предков, присутствующих в иных мирах; эта сила в то же время возвращалась в этот мир благодаря реинкарнации предков. В мифологии предкам приписывается функция соединения всех частей космоса как в пространственном, так и во временном аспекте, что отражено, в частности, в размещении захоронений в домашнем очаге или в храмовом алтаре, моделирующих центр мира в рамках универсальной модели космологии. Представление о предках, которые занимают сакральное место в общине, распространяется также на живущих старших родственников, становящихся объектами почитания, в некоторых случаях и культового. Посредством старших живущих родственников обычно производилась связь живых и умерших.
В славянской традиции умершие предки, родственники считались защитниками и покровителями рода и хозяйства. Они имели высокий сакральный статус, соотносились с мифологическими родоначальниками и опекунами дома.